# Relations entre le Kosovo et l'Union européenne
Les relations entre l'Union européenne et le Kosovo furent établies officiellement lors de sa déclaration d’indépendance en 2008. Le Kosovo (selon le statut défini par la résolution 1244 du Conseil de sécurité des Nations unies) participe au processus de stabilisation et d'association dans les Balkans et a été reconnu comme candidat potentiel à l'adhésion à l'UE.

## Historique
Le Kosovo demande à être une nation indépendante le 17 février 2008 en proclamant son indépendance de la Serbie et à la suite d'un conflit prenant pour cadre l'implosion de l'ex-Yougoslavie et les divers conflits qui en résultent. Durant cette période, les États membres de l'Union et les pays de l'OTAN interviennent politiquement, militairement et plus tard juridiquement pour enrayer les conflits et rétablir la paix dans les Balkans. 
Pour plusieurs pays de la région, la reconnaissance du Kosovo sur les plans commercial et diplomatique n'est pas acquise. En outre, son indépendance n'est reconnue que par 22 des 27 pays de l'Union. Par conséquent, l'absence de position claire de la Commission européenne, de même que les problèmes de corruption et l'instabilité politique, diplomatique et économique du Kosovo, ne permettent pas encore d'entamer les procédures d'adhésion. Malgré ces circonstances, des aides financières et un dialogue régulier en vue de sa stabilisation confèrent au Kosovo le statut de candidat potentiel à l'Union. Le 23 avril 2008, le vice-Premier ministre Hahredin Kuci considérait l'adhésion à l'Union européenne comme une « priorité absolue » et espérait atteindre cet objectif en 2015.

## Positions des membres de l'UE envers le Kosovo

Positions des membres de l'UE envers le Kosovo :
Kosovo
Reconnaissent son indépendance
Ne reconnaissent pas son indépendance

Les États membres de l'UE ont des positions divergentes sur la reconnaissance du Kosovo.
22 pays de l'UE reconnaissent l'État :  Allemagne,  Autriche,  Belgique,  Bulgarie,  Croatie,  Danemark,  Estonie,  Finlande,  France,  Hongrie,  Irlande,  Italie,  Lettonie,  Lituanie,  Luxembourg,  Malte,  Pays-Bas,  Pologne,  Portugal,  Slovénie,  Suède et  République tchèque.
Cinq pays de l'Union ne reconnaissent pas l'indépendance :  Chypre,  Espagne,  Grèce,  Roumanie et  Slovaquie. 
Les raisons de ces cinq pays pour ne pas reconnaître l'indépendance tiennent au fait qu'ils ont des revendications sécessionnistes internes ou des problèmes frontaliers dont l'exemple du Kosovo risque par contagion de raviver les tensions et de créer un précédent : le pays basque et la Catalogne pour l'Espagne, la Macédoine pour la Grèce, Chypre du Nord pour Chypre et la minorité hongroise en Roumanie et en Slovaquie. Les relations diplomatiques avec la Serbie et la solidarité orthodoxe sont aussi évoquées,,.

### Anciens membres et pays candidats
- Serbie, candidate à l'entrée dans l'Union européenne ne reconnaît pas l'indépendance.
- Royaume-Uni, dans l'UE jusqu'en 2020, reconnaît le Kosovo et a de bonnes relations.
- Turquie, candidate à l'entrée dans l'Union européenne, reconnaît le Kosovo.

## Rôle de l'Union européenne au Kosovo
L'UE contribue à assurer la stabilité du Kosovo à travers sa mission d'« État de droit » : EULEX, son représentant spécial et le Bureau civil international à Pristina. La Commission européenne formule également des recommandations quant aux moyens à mettre en œuvre afin de remplir les critères d'adhésion à l'UE, qui sont exposés dans le partenariat européen pour le Kosovo.
Concernant la question des relations post-indépendance avec la Serbie, l'UE définit l'amélioration de celles-ci comme un préalable à l'avancée du processus de rapprochement de la Serbie et de l'UE. L'accord de stabilisation et d'association (ASA) signé entre l'UE et la Serbie n'est ainsi entré en vigueur qu'après la signature d'un accord de normalisation des relations entre le Kosovo et la Serbie en avril 2013 dans lequel l'UE a joué les intermédiaires, notamment parce que les États membres de l'UE ne sont pas tous en accord sur la politique de reconnaissance du Kosovo.
Le Kosovo a lui même ratifié un ASA avec l'UE en 2015, celui-ci est entré en vigueur en 2016 et il encadre leurs relations.

## Candidature
Le 15 décembre 2022, le Kosovo a déposé sa demande de candidature d'adhésion à l'Union européenne.

## Sources

## Compléments